# Poésie romantique

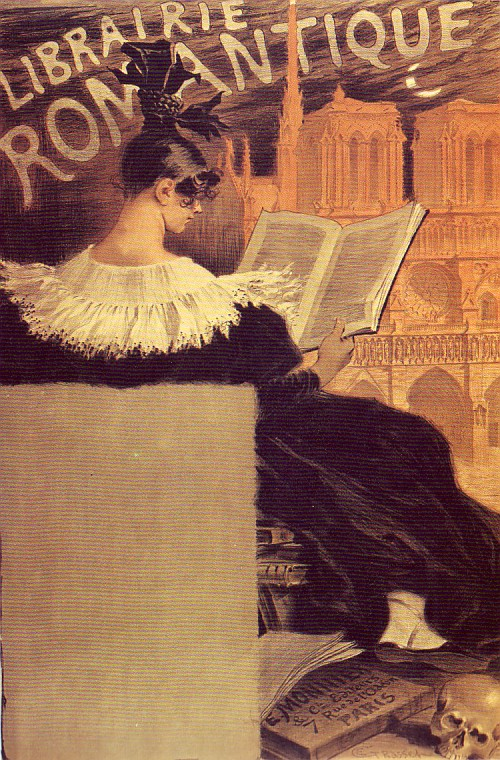
Librairie romantique (Eugène Grasset).

La poésie romantique est la poésie qui se rattache au romantisme, mouvement littéraire européen qui s'est exprimé en France dans les années 1820 à 1850 (et généralement plus tôt dans les autres pays européens). Pour le critique Daniel Leuwers, une première poésie romantique française émerge en France en réaction à la Révolution : les premiers romantiques français étaient contre-révolutionnaires et se sont faits les hérauts du christianisme. C'est l'exemple de Lamartine des Méditations poétiques. Une seconde vague romantique est marquée par la figure de Victor Hugo. Les poètes romantiques français ont pratiqué un vers plus souple, "ami de l'enjambement" selon l'expression de Victor Hugo, et une versification plus libre.

## Histoire de la poésie romantique française

### La première vague romantique
Selon Daniel Leuwers, la première vague romantique est contre-révolutionnaire et chrétienne. Les Méditations poétiques d'Alphonse de Lamartine ou encore le Génie du christianisme de François-René de Chateaubriand illustrent ce premier romantisme français. Néanmoins, Lamartine prendra ses distances avec le christianisme dans ses Harmonies poétiques et religieuses de 1830.

### La deuxième vague romantique
Toujours selon Daniel Leuwers, Victor Hugo incarne toutes les nuances du romantisme français, avec une veine méditative proche de Lamartine dans ses Odes et poésies diverses, une veine intime et personnelle dans ses Feuilles d'automne, une dimension plus politique et engagée (Chants du crépuscule, Napoléon le Petit, "Fonction du poète"). Victor Hugo se veut un poète-visionnaire, un poète-prophète, mais les Contemplations marquent l'échec relatif de ce rêve, et inscrivent ainsi le thème très moderne de la quête impossible.

## Les caractéristiques formelles et thématiques de la poésie romantique française

### Le renouvellement de la versification
La poésie classique française se caractérise par un vers tétramétrique avec une césure médiane : 3/3//3/3, avec des variantes 4/2 et 2/4. Elle se caractérise également par l'emploi de mots nobles, de périphrases et de lieux communs mythologiques particuliers.
La poésie romantique va se dégager de ces contraintes. Le premier succès romantique fut les Méditations poétiques de Lamartine, qui restent classiques par bien des aspects (lexique, syntaxe), mais où l'on trouve des mots du langage ordinaire, des vers impairs et des strophes novatrices :
De quels sons belliqueux mon oreille est frappée !
C'est le cri du clairon, c'est la voix du coursier ;
La corde de sang trempée
Retentit comme l'épée
Sur l'orbe du bouclier.
Lamartine, dans son poème Les Préludes, allie dans cet exemple des alexandrins 3/3//3/3 à des heptasyllabes.
Les romantiques expérimenteront ainsi toutes sortes de strophes et de versifications, à l'image de Hugo dans Les Djinns. Le romantisme est moins une libération des contraintes du vers, qu'une volonté d'en explorer les possibilités afin d'enrichir l'expressivité de la poésie.
Dans cette recherche qui conduira à l'art pour l'art (cf. Gautier, Emaux et camées), un apport majeur du romantisme est la disharmonie entre le mètre et la syntaxe par le recours aux enjambements, aux rejets et contre-rejets. Hernani de Victor Hugo commence par un rejet :
C'est bien à l'escalier
Dérobé.
Le vocabulaire romantique répond aussi à la recherche de l'expression : des mots plus bruts, vifs et colorés, et parfois une syntaxe relâchée.
Le vers est de cette manière rapproché de la prose. Et la poésie en prose ( à différencier de la prose poétique) sera illustrée par Aloysius Bertrand avec Gaspard de la nuit.
Parmi les chefs-d'œuvre de la poésie romantique citons : Le Lac de Lamartine, La Mort du loup de Vigny, La Tristesse d'Olympio de Hugo et Souvenir de Musset.
Les poètes romantiques reprennent les topoï de la nature, de l'amour, la mort, ainsi que celui du paria, seul face au monde, qui leur sont chers, et sur lesquels se fonde l'idéologie romantique (cf: Les misérables de V. Hugo, Les Souffrances du jeune Werther de Goethe, ainsi qu'en poésie, dans le recueil des Contemplations de V. Hugo, et d'autres.)

## Les genres poétiques pratiqués par les poètes romantiques français
Le romantisme français s'est exprimé dans le théâtre, dans le roman, dans la poésie. En ce qui concerne plus particulièrement la poésie, on peut estimer que les poètes romantiques français ont pratiqué l'épopée et le lyrisme, tout en les renouvelant.

### L'épopée
Une épopée (du grec epopoïa, de epos, paroles d'un chant, vers, et poïein, faire, fabriquer) est un long poème narratif décrivant des actions guerrières ou héroïques. Ses relations avec la réalité historique sont très variables, mais beaucoup d'épopées peignent le passé d'un peuple de manière plus ou moins mythique. On parle également de tonalité épique, ou de registre épique, pour des œuvres non poétiques, ou des poèmes brefs dont le style et la thématique sont proches de l'épopée.

### Le lyrisme
Le sujet-lyrique veut atteindre le plus intime de l'être et de ses sentiments, en associant l'idée d'une universalité : « Insensé, qui crois que je ne suis pas toi » (V.Hugo). Lyrisme : registre poétique qui permet l'expression souvent exaltée de sentiments personnels. Le discours poétique romantique aspire à se manifester comme une simple confidence. L'épreuve amoureuse, la confrontation avec le réel, la perte des idéaux, toutes les occasions de larmes sont des chemins vers la poésie. Le poète romantique tente de dire ses sentiments, ses pensées les plus privées, ses goûts les plus personnels, persuadé que le lecteur y retrouvera, sinon ses propres sentiments, au moins quelque chose d'apparenté à ce qu'il ressent lui-même.

## Poètes romantiques de langue française

### Les pré-romantiques
- Jacques Clinchamps de Malfilâtre
- Jacques Delille
- Nicolas-Germain Léonard
- Nicolas Gilbert
- André Chénier
- Pierre-Jean de Béranger
- Charles-Hubert Millevoye
- Casimir Delavigne

### Les grands romantiques
- Alphonse de Lamartine
- Alfred de Vigny
- Victor Hugo
- Gérard de Nerval
- Alfred de Musset

### Autres romantiques
- Marceline Desbordes-Valmore
- Jules Michelet
- Auguste Brizeux
- Charles-Augustin Sainte-Beuve
- Auguste Barbier
- Félix Arvers
- Aloysius Bertrand
- Hégésippe Moreau
- Maurice de Guérin
- Théophile Gautier
- Philothée O'Neddy
- Victor de Laprade
- Alphonse Esquiros
- Théodore de Banville

### Les post-romantiques
- Charles Nodier
- Alphonse Rabbe
- Petrus Borel
- Xavier Forneret
- Lautréamont

## Romantiques européens
- Goethe
- Adam Mickiewicz
- Jean-Paul
- Novalis
- Clemens Brentano
- Ludwig Achim von Arnim
- William Blake
- William Wordsworth
- Lord Byron
- Shelley
- Keats